# شاه‌بلوط ژاپنی
شاه‌بلوط ژاپنی (نام علمی: Castanea crenata) نام یک گونه از سرده شاه‌بلوط است.

## نگارخانه

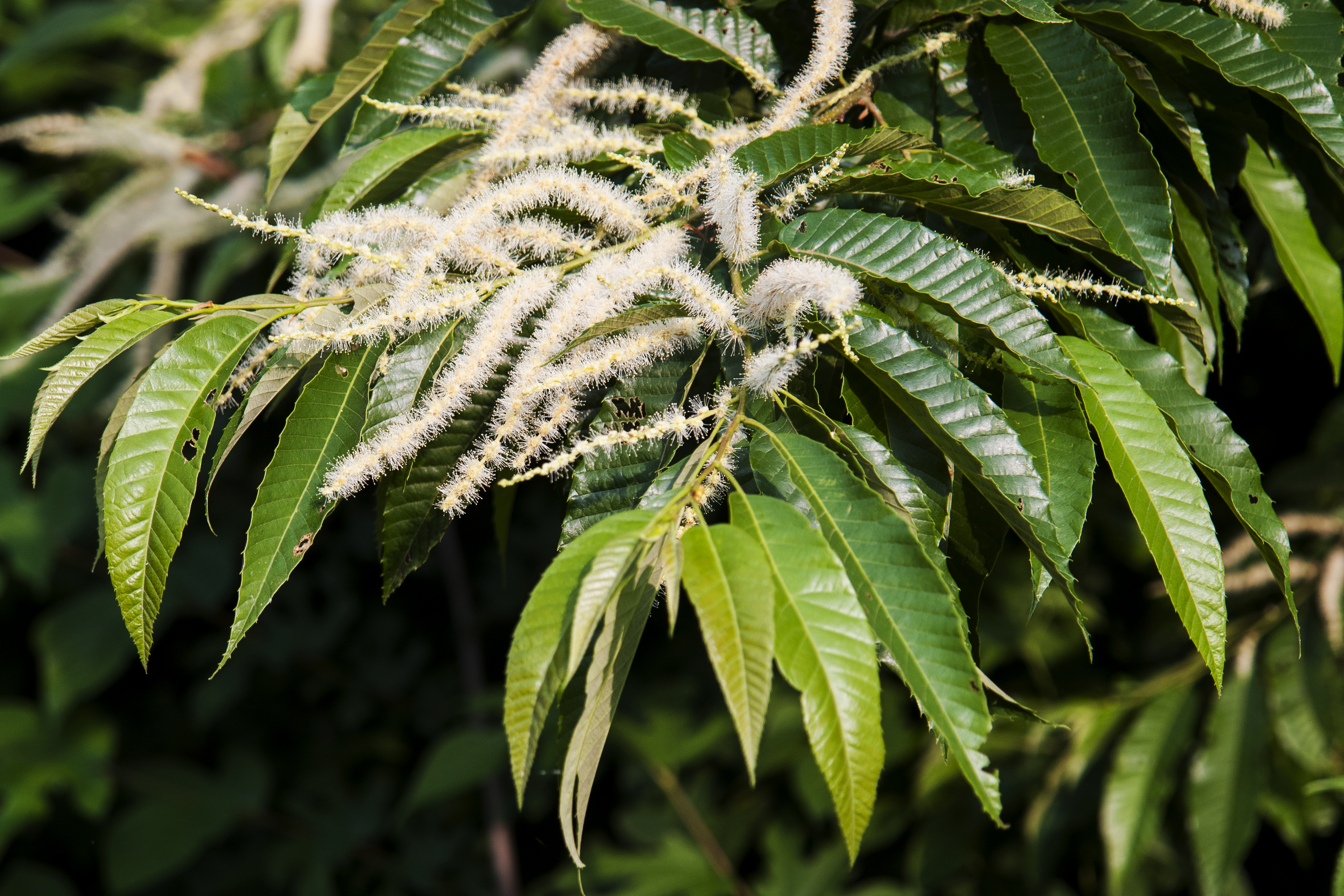
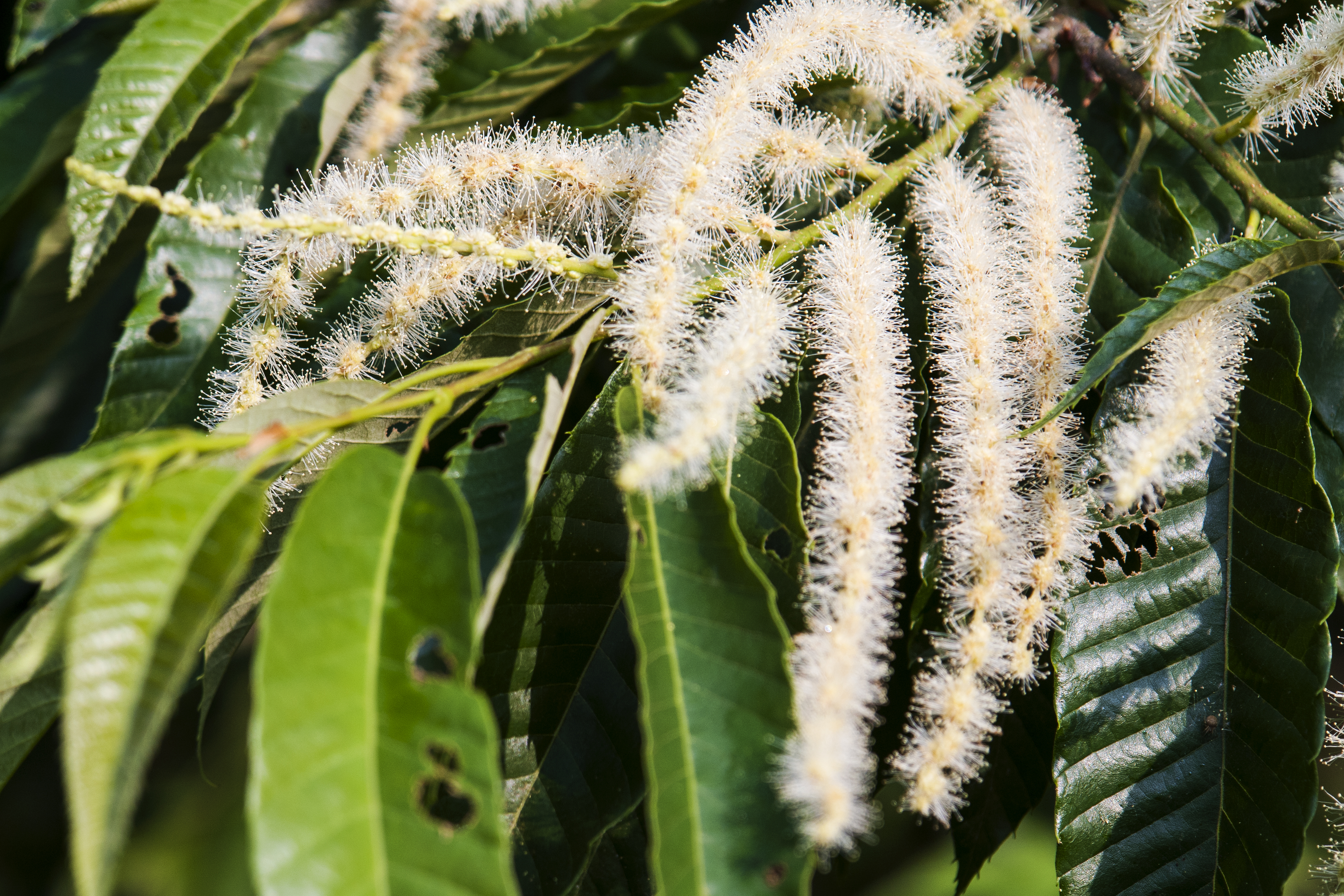
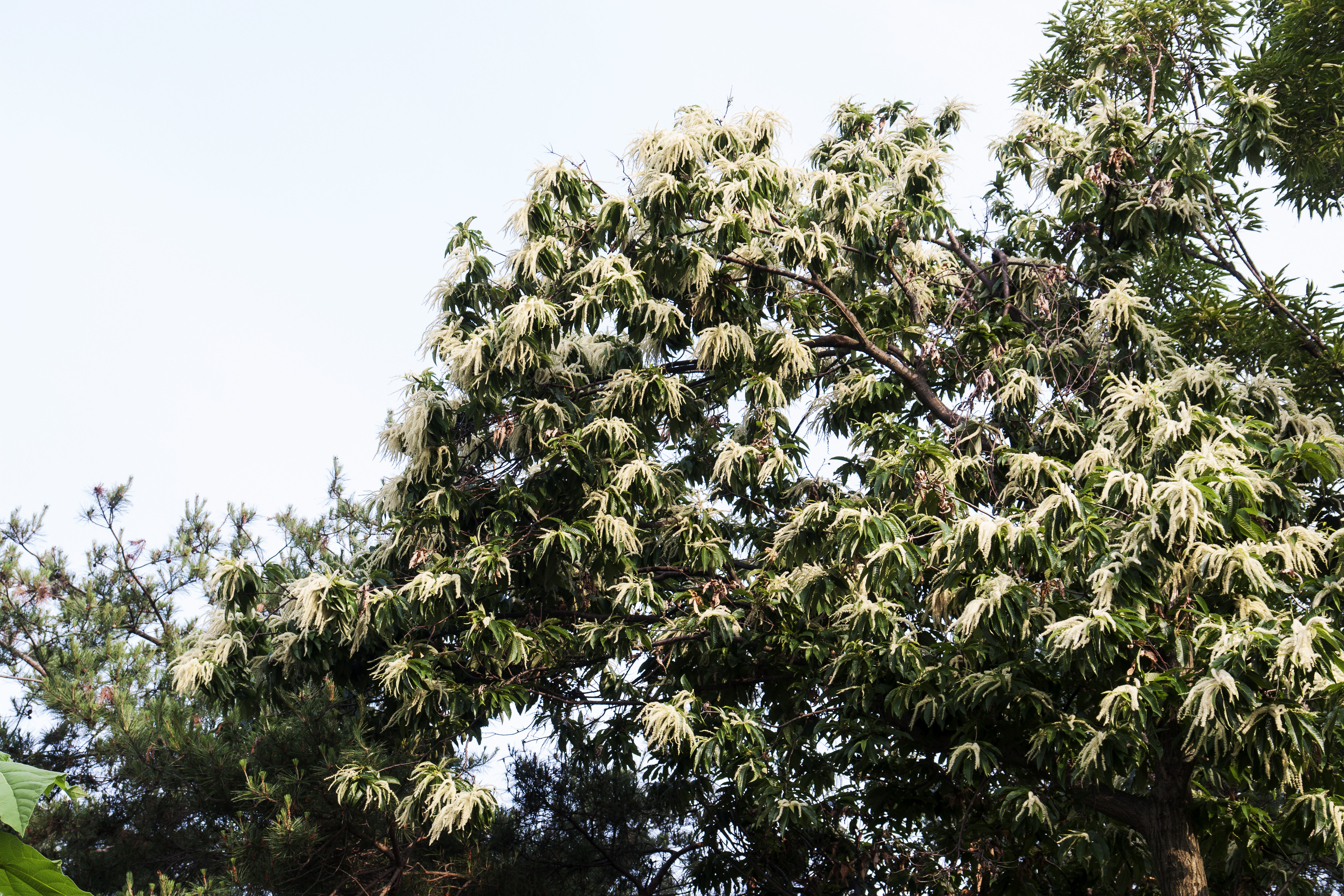